# El padrecito
El padrecito es una película de comedia infantil mexicana de 1964 dirigida por Miguel M. Delgado y protagonizada por Mario Moreno "Cantinflas", Rosa María Vázquez, Angelines Fernández y Ángel Garasa. Esta película fue filmada en San Miguel de Allende, México.

## Argumento
El Padre Sebastián (Cantinflas) es enviado a ayudar al anciano Padre Damián (Ángel Garasa) en sus funciones sacerdotales y eclesiásticas. Es recibido de manera hostil por el pueblo, sobre todo por la hermana del Padre Damián, Doña Sara (Angelines Fernández), quien trata de hacerle la vida imposible, convencida de que fue enviado a reemplazar al anciano sacerdote en la parroquia.
El padre Sebastián no tarda en hacerse notar por ser una persona muy respondona y muy abierta, al negarse al bautizar a un bebé por el nombre que querían ponerle, negarse al darle las amonestaciones a una pareja, bailar en el campanario y sobre todo por jugar a la baraja, a los dados y al balero por diferentes razones.
Don Silvestre Manzanos (José Elías Moreno), un poderoso caudillo que tiene mucha influencia sobre el pueblo y se considera ateo, choca continuamente con el padre Sebastián, a tal grado de empeñarse a echarlo del pueblo, debido a que lo considera una mala influencia sobre el mismo, temiendo que vuelva a los pobladores en su contra. Las cosas continúan mal cuando le hacen pasar varias situaciones para correr al Padre Sebastián, pero sin éxito, tales como jugarle una broma sobre una extremaunción a una mujer enferma y sabotearle una corrida de toros que sería útil para el construir un dispensario para el pueblo, cuando Don Silvestre soborna a "El Moreliano" (el torero que había contratado el Padre Sebastián) para ausentarse de la fiesta, lo cual el Padre Sebastián soluciona cuando él mismo se ofrece a realizar el papel de torero.
Por otro lado Susana (Rosa María Vázquez), una joven humilde, de buenos sentimientos y sobrina del Padre Damián, está perdidamente enamorada de Marcos (Rogelio Guerra), hijo de Don Silvestre, pero a contrario de Susana, Marcos solo está con ella por ser la única mujer a la que no ha conquistado siguiendo su actitud de mujeriego. Susana apoya al Padre Sebastián, y es designada por éste como maestra de una pequeña escuela.
Posteriormente las ideas del Padre Sebastián de motivar a los hombres a «ir a misa con gusto y no con pena, ni mucho menos por penitencia» comienzan a tener influencia sobre el pueblo, y el padre Damián y Doña Sara comienzan a notar las virtudes del Padre Sebastián, sobre todo después de haberse ofrecido como torero en la corrida de toros. Este cambio de postura llega incluso a Don Silvestre y la junta municipal, quienes anteriormente habían enviado una carta al Arzobispado de México pidiendo su salida del pueblo y tratan de retractarse, sin embargo, la carta ya había sido enviada. Sin poder evitar el envío de la carta, deciden asaltar el correo para recuperar la misma.
Marcos finalmente comprende que ama a Susana y le pide perdón, formalizando su relación con ella, y termina rebelándose contra Don Silvestre. Esto provoca que Don Silvestre se ponga de nuevo en contra del Padre Sebastián, y le escribe una carta al Padre Damián negándose a cederle el terreno para la construcción del dispensario, cosa que lo deja deprimido. El Padre Sebastián decide entonces retar a Don Silvestre a un juego de cartas con la condición que si el Padre Sebastián perdiera, deberá abandonar el pueblo y terminar la relación de Susana y Marcos; pero si perdiera Don Silvestre, este deberá donar el terreno para el dispensario y aprobar la boda de su hijo. El Padre Sebastián termina ganando el juego, haciendo que Don Silvestre cumpla la apuesta, más el favor de hacer creer al Padre Damián que fue por voluntad propia, a petición del Padre Sebastián, alegando que eso haría feliz a Marcos por ser su hijo. Don Silvestre comprende finalmente que el Padre Sebastián nunca fue su enemigo.
Tiempo después llega al pueblo el Padre Juan José Romero, visitador de la Mitra de México, a notificarle al Padre Sebastián que este se haría cargo de la parroquia, pero ello implicaría el retiro del Padre Damián. Sin embargo, el Padre Sebastián se las arregla para convencer al visitador de que no es tiempo de cambiar de sacerdote, proponiéndole varias ideas revolucionarias que van en contra de las ideas de la Iglesia en aquella época, lo cual le acarrea retirarse del pueblo para regresar al Diaconato a formarse unos años más y aclarar sus ideas. 
Finalmente, el Padre Sebastián se retira del pueblo, siendo despedido por todos sus pobladores, incluyendo Don Silvestre, estando seguros de que algún día lo volverán a ver. El Padre Juan José se da cuenta de lo hecho por el Padre Sebastián y le revela que no se creyó sus ideas, que el hecho de que el padre Damián se quedara en el pueblo fue decisión del Padre Juan José y que el Padre Sebastián no regresaría al Diaconato, sino que iría a otra parroquia a ayudar a otro sacerdote anciano, porque el Padre Sebastián sabe «inyectarles juventud».

## Reparto
- Mario Moreno "Cantinflas" como Padre Sebastián «Don Sebas».
- Ángel Garasa como Padre Damián.
- Rosa María Vázquez como Susana, sobrina del padre Damián.
- José Elías Moreno como Don Silvestre Manzanos.
- Angelines Fernández como Sara, hermana del padre Damián.
- Rogelio Guerra como Marcos, hijo de don Silvestre.
- Florencio Castelló como Don Nicanor, cantinero.
- Jorge Russek como Matías, pistolero de don Silvestre.
- Arturo Castro «Bigotón» como Nepomuceno (como Arturo "Bigotón" Castro).
- Gerardo del Castillo como Mujeriego
- Armando Gutiérrez como Presidente municipal.
- Moreno López como Joven
- Alberto Galán como Padre Juan José Romero.
- Cecilia Leger como Mujer pueblerina.
- René Barrera como Villano
- Queta Carrasco como Vecina.
- Jesús Barrero como Niño
- Marcelo López Linares como Hombre.

## Música
Aunque la música incidental del film fue compuesta por Raúl Lavista, fue el organista mexicano Sergio Pérez quien, según su hijo Sergio Emilio Pérez, realmente tocaba en la película y quien era doblado por Mario Moreno "Cantinflas" tocando una mezcla del "Ave María" del compositor austríaco Franz Schubert y una improvisación de este tema en forma de jazz con rock, además del himno católico tradicional "Oh María, madre mía" cantado por el actor y un coro de niños.

## Crítica
Los críticos vieron en la película en general, como es típico de las últimas películas de Cantinflas, una función moralizante delgada en la originalidad. Sin embargo, algunos encontraron los temas religiosos que indican el espíritu de América Latina: el catolicismo. El papa Juan XXIII había llamado al Concilio Vaticano II tan sólo dos años antes, y Cantinflas parece abarcar las reformas que se propugnaron en ella como el remedio para la pobreza de México.
Algunos acusaron a Cantinflas de burlarse de la fe y el sacerdocio, pero este aseguró a su audiencia que su «mensaje solo sería positivo, constructivo, feliz, humano, cristiano». El contingente latinoamericano de seminaristas de Roma al parecer, compartía su evaluación, y le escribió una carta de agradecimiento.
Algunos biógrafos de Cantinflas, sin embargo, vieron connotaciones políticas en la película. El libro Filmhistoria afirma que en la película Cantinflas ayudó implícitamente al entonces partido gobernante de México, el Partido Revolucionario Institucional (PRI), afirmando que cuando el PRI estaba «amenazado por el creciente número de mexicanos empobrecidos», Cantinflas «intervino en el debate social [de aquella época] a través de su película», señalando que, aunque su personaje fue presentado inicialmente «en el espíritu reformista del Concilio Vaticano II», al final «da su aprobación a las maquinaciones políticas a puerta cerrada, ganando concesiones del jefe [Don Silvestre] cortando una baraja de cartas, en lugar de guiar a la gente a liberarse». En Looking for Mexico: Modern Visual Culture and National Identity, John Mraz declaró que «bajo el pretexto de no ser ideológico», en la película Cantinflas «alentó abiertamente una solución antipolítica a los problemas de México, sugiriendo [...] que entrar en la política es un pecado capital».